# Гавриловский, Василий Михайлович
Василий Михайлович Гавриловский (2 февраля 1864, село Дмитриевское, Тамбовская губерния — не ранее 1923) — российский библеист, директор Вольской учительской семинарии (1906—1918), статский советник.

## Биография
Родился в семье священника. Оставался холост.
Окончил Тамбовскую духовную семинарию (1886) и Казанскую духовную академию со степенью кандидата богословия (1891).
Надзиратель за учениками в 1-м Тамбовском духовном училище (1886—1887), преподаватель литературы в Симбирской духовной семинарии (1891), коллежский асессор (1897), надворный советник (1899), одновременно преподаватель русской словесности в Мариинской женской гимназии (1900), коллежский советник (1902), статский советник (1903).
В 1906—1918 годах руководил Вольской учительской семинарией.
Автор пояснительного материала к «Толковой Библии» А. П. Лопухина (1907).
Член Поместного Собора Православной Российской Церкви по избранию как мирянин от Саратовской епархии, член XIII, XV отделов, участвовал в 1-й сессии, сложил полномочия по служебным обстоятельствам в октябре 1917 году.
В 1917 году кандидат в члены Учредительного собрания от православно-народной партии.
В апреле 1918 года по требованию председателя Вольского ревкома уволен педсоветом от должности директора Вольской учительской семинарии, а в августе — с должности преподавателя педагогики, в октябре арестован Вольской ЧК «в качестве заложника», вскоре освобождён по просьбе руководства семинарии.
С октября 1919 года по май 1923 года преподаватель русского языка, литературы, педагогики и психологии на трёхгодичных Педагогических курсах (с 1920 года Педагогический техникум) в Вольске.
Дальнейшая судьба неизвестна.

## Награды
Награждён орденами Святого Станислава 3-й и 2-й степени, Святой Анны 3-й и 2-й степени, Святого Владимира 4-й степени (1915).

## Сочинения
- Письмо к П. Н. Игнатьеву; Речи на педсовете // Вольский филиал ГА Саратовской обл. Ф. 38. Оп. 1. Ед. хр. 257. Л. 26, 61-62; Ед. хр. 260. Л. 79.
- Книга Иова; Из поездки на Всемирную выставку; Псалтирь // Симбирские епархиальные ведомости. 1900. № 8-9, 19-22; 1901. № 3-12, 20-24; 1902. № 17, 19, 21, 23; 1903. № 1/2, 4, 6, 9, 11, 14, 17, 22-24; 1904. № 1, 3/4, 17-20; 1905. № 2, 5-8.
- Комментарий на Псалтирь // Толковая Библия. Т. 4. СПб., 1907.
- Учительные книги Ветхого завета. Вольск, 1911 (2-е изд.).